# تبدیل‌شوندگان (فیلم)
تبدیل‌شوندگان (به انگلیسی: Transformers) فیلمی در ژانر اکشن و علمی تخیلی به کارگردانی مایکل بی و محصول سال ۲۰۰۷ ایالات متحده آمریکا است. در این فیلم بازیگرانی همچون شایا لباف، مگان فاکس، جان تورتورو، هوگویوینگ، جاش دوهامل، تایریس گیبسون، پیتر کالن، مارک رایان، جان ویت، مایکل اونیل، کوین دان، جولی وایت، آنتونی اندرسون، ریچل تیلور، آمائوری نولاسکو، زاک وارد، برنی مک، تراویز وان وینکل و گلن مورشور ایفای نقش کردند. این اولین قسمت از مجموعه فیلم‌های تبدیل‌شوندگان محسوب می‌شود که چندین دنباله شامل تبدیل‌شوندگان: انتقام فالن (۲۰۰۹)، تبدیل‌شوندگان: نیمه تاریک ماه (۲۰۱۱)، تبدیل‌شوندگان: عصر انقراض (۲۰۱۴)، و تبدیل‌شوندگان: آخرین شوالیه (۲۰۱۷) و بامبلبی  (۲۰۱۸)، تبدیل‌شوندگان: ظهور جانوران (۲۰۲۳) منتشر شده‌اند.

## داستان
برخی وسایل الکتریکی و مکانیکی، موجودات مدرنی از جهانی دیگر هستند که با استفاده از هوش مصنوعی، قادر به تغییر شکل و طغیان هستند. این موجودات به دو دستهٔ طرفداران انسان‌ها (آتوبات‌ها) و دشمنان آن‌ها (دیسپتیکان‌ها) تقسیم می‌شوند و به جنگ با یکدیگر می‌پردازند و طبق فیلم جنگ در زمین اتفاق می‌افتد و آتوبات‌ها و دیسپتیکان‌ها بر سر آلسپارک وارد جنگ می‌شوند. این جنگ برای به دست آوردن کنترل کره زمین برپا می‌شود.

## بازیگران
- شایا لباف در نقش سم ویت‌ویکی، از نوادگان یک کاشف قطب شمال که به راز بزرگی برمی‌خورد که آخرین امید کرهٔ زمین می‌باشد.
- جاش دوهامل در نقش کاپیتان ویلیام لنیکس، رهبر تیم تکاوران ارتش در قطر است که با سم متحد می‌شود.
- مگان فاکس در نقش میکائلا بینز، یکی از همکلاسی‌های سم.
- تایریس گیبسون در نقش رابرت اپس، گروهبان تکنیکال نیروی هوایی ایالات متحده آمریکا.
- ریچل تیلور در نقش مگی مدسن، تحلیل‌گر سابق اطلاعات آژانس امنیت ملی که توسط وزارت دفاع ایالات متحده آمریکا استخدام شده‌است.
- آنتونی اندرسون در نقش گلن وایت‌من، دوست هکر مگی
- جان تورتورو در نقش مأمور سیمور سیمونز، عضو تحقیقات پیشرفته بخش ۷
- جان ویت در نقش جان کلر، وزیر دفاع ایالات متحده
- مایکل اونیل در نقش تام باناچک
- کوین دان در نقش ران ویت‌ویکی، پدر سم
- جولی وایت در نقش جودی ویت‌ویکی، مادر سم
- آمائوری نولاسکو در نقش جرج «فیگ» فیگوروا، یک سرباز عملیات ویژه که از تخریب پایگاه در قطر جان سالم به در برد، و همچنین یکی از اعضای تیم کاپیتان لنیکس.
- زاک وارد در نقش گروهبان اول دونالی، یکی از اعضای تیم کاپیتان لنیکس.
- دابلیو. مورگان شپارد در نقش آرچیبالد ویت‌ویکی، جد بزرگ سم.
- برنی مک در نقش بابی بولیویا، فروشنده خودروهای دست دوم.
- جان رابینسون در نقش مایلز لنکستر، بهترین دوست سم.
- تراویز وان وینکل در نقش ترنت، دوست‌پسر سابق میکائلا.
- گلن مورشور در نقش سرهنگ شارپ

### صداپیشگان
- پیتر کالن صداپیشه آپتیموس پرایم، رهبر آتوبات‌ها که به یک کامیون نیمه تریلر پیتربیلت ۳۷۹ آبی و قرمز تبدیل می‌شود.
- مارک رایان صداپیشه بامبلبی، یکی از آتوبات‌ها و محافظ جدید سم است که به یک شورلت کامارو (ابتدا مدل ۱۹۷۷، و سپس مدل ۲۰۰۷) تبدیل می‌شود.
- داریوس مک‌کراری صداپیشه جَز، دومین نفر در تیم آپتیموس است که به یک پونتیاک سالستیس نقره‌ای تغییر شکل می‌دهد.
- رابرت فاکسوورث صداپیشه رچت، پزشک آتوبات‌ها که به یک هامر اچ۲ آمبولانس زرد رنگ جستجو و نجات مدل ۲۰۰۷ تبدیل می‌شود.
- جس هارنل صداپیشه آیرن‌هاید، متخصص اسلحه آتوبات‌ها که به یک شورلت کودیاک سی۴۵۰۰ سیاه رنگ مدل ۲۰۰۷ تبدیل می‌شود، و بَریکِید خودروی پلیس دیسپتیکان‌ها.
- هوگو ویوینگ صداپیشه مگاترون، رهبر دیسپتیکان‌ها که یه یک جت سایبرترانی نقره‌ای تغییرشکل می‌دهد.
- رنو ویلسون صداپیشه فرنزی، هکر دیسپتیکان‌ها که ابتدا به یک رادیو-کاست و سپس به نوکیا ۸۸۰۰ تبدیل می‌شود.
- چارلی آدلر صداپیشه اِستاراِسکریم، یکی از اعضای تیم مگاترون که به لاکهید مارتین اف-۲۲ رپتور تبدیل می‌شود.

این فیلم کاندیدای ۳ جایزه در هشتادمین دوره جوایز اسکار (کاندیدای اسکار بهترین جلوه‌های ویژه-کاندیدای اسکار بهترین تدوین صدا-کاندیدای اسکار بهترین صداگذاری) در سال ۲۰۰۸ شد.